# Nootamaa
Nootamaa ist eine estnische Ostseeinsel. Sie stellt den westlichsten Punkt Estlands dar.

## Lage und Beschreibung
Nootamaa liegt etwa einen Kilometer südwestlich der Insel Loonalaid. Die Fläche der Insel beträgt 5,8 Hektar.
Nootamaa gehört verwaltungsmäßig zur Landgemeinde Saaremaa im Kreis Saare.
Die unbewohnte Insel ist Teil des Nationalparks Vilsandi. Fauna und Flora stehen unter Naturschutz. Auf der Insel finden sich 132 verschiedene Pflanzenarten. Daneben ist die Insel als Brutkolonie für Vögel bekannt.